# Екехард II (Шайерн)
Екехард II фон Шайерн (на немски: Ekkehard I von Scheyern; † сл. 1135) от рода на Вителсбахите, е граф на Шайерн и от 1116 г. фогт на Еберсберг, става монах.

## Живот
Син е на граф Екехардт I фон Шайерн († 1091) и съпругата му Рихгарда от Крайна-Орламюнде († 1128), най-възрастната дъщеря на маркграф Удалрих I от Крайна и София Унгарска, дъщеря на унгарския крал Бела I. Брат е на Удалрих I († 1130), от 1123 г. фогт на Фрайзинг, и на Ото V († 1156), от 1116 г. пфалцграф на Бавария.
Екехард II е от 1116 г. фогт на Еберсберг. През 1123 г. става монах в манастир Шайерн и му предписва някои собствености.